# Cossidophaga atkinsoni
Cossidophaga atkinsoni là một loài ruồi trong họ Tachinidae.